# Scholastique Mukasonga
Scholastique Mukasonga, född 20 december 1956 i den dåvarande Gikongoro-provinsen i södra Rwanda, är en rwandisk författare. Hon har sedan 1992 varit bosatt i Frankrike.
Mukasonga har sedan 2006 publicerat ett antal romaner och andra böcker, placerade i hennes hemland. Notre-Dame du Nil (på svenska Madonnan vid Nilen i översättning av Maria Björkman) blev 2020 långfilm, i regi av Atiq Rahimi.

## Biografi

### Bakgrund och liv
Mukasonga föddes och växte upp i ett bergigt område i Rwanda, där familjen bland annat verkade som boskapsskötare. Drabbad av de etniska motsättningarna i det nyligen självständiga Rwanda, skickades Mukasongas familj 1960 i intern exil till den torra Bugesera-slätten i söder. Där fick de försöka livnära sig på odling av durra, bönor och olika grönsaker.
Inom familjen var möjligheten till skolgång högt prioriterat. Hon studerade vid National University of Rwanda (i Butare), men tvingades fly till Burundi där hon levde under flera år. År 1992 flyttade hon till Frankrike. Därefter utbröt i hennes hemland de oroligheter som 1994 ledde till folkmordet i Rwanda och där totalt 37 medlemmar av hennes släkt kom att mista livet.

### Författarskap och erkännande
2006 publicerades Inyenzi ou les cafards, en självbiografisk bok placerad i hennes barndom och kretsande kring hennes mor. Boken utsågs 2019 av The New York Times till en av de 50 bästa memoarerna under de senaste 50 åren. Den kom 2024 i svensk översättning av Maria Björkman, under titeln Inyenzi eller kackerlackorna. 2008 fortsattes den berättelsen i La Femme aux pieds nus (Barfotakvinnan) där kvinnorna i hennes hemby står i centrum. L'Iguifoui (2010) är en novellsamling, och den markerar Mukasongas övergång till mer fiktivt berättande.
Mukasongas första roman kom 2012 i form av Madonnan vid Nilen (original: Notre-Dame du Nil). För den boken prisades hon med Prix Renaudot i Frankrike. Sveriges Radios Anna Tullberg beskrev den svenska översättningen av Maria Björkman som en "lysande och gastkramande roman. Det tilltagande våldet mot tutsierna vibrerar under berättelsen". 2020 omarbetades boken till en långfilm, regisserad av Atiq Rahimi. Filmen vann "Kristallbjörnen" vid 2020 års filmfestival i Berlin.

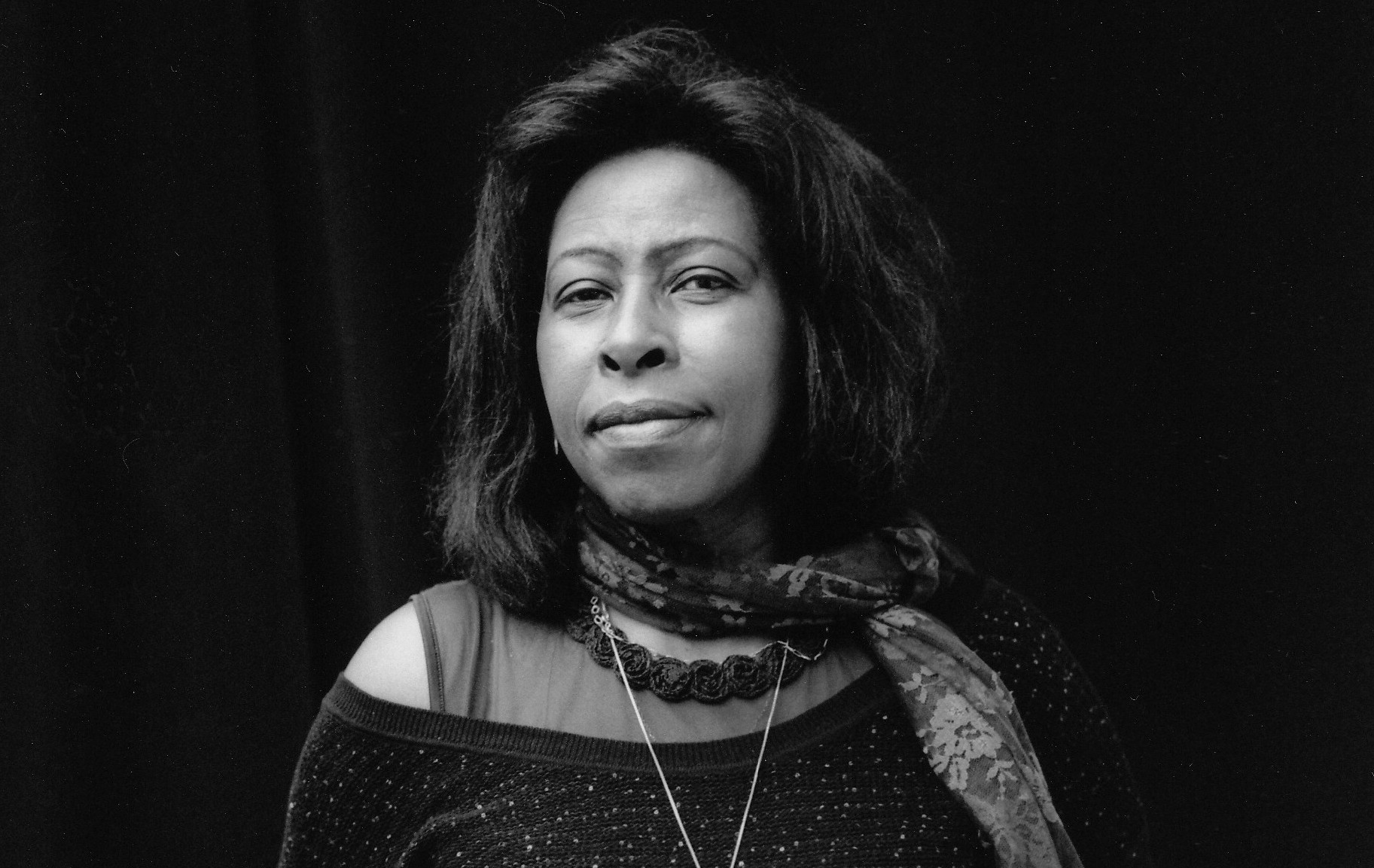
Scholastique Mukasonga, 2018.

Barfotakvinnan (original: La Femme aux pieds nus), från 2012, kom 2022 i svensk översättning av Maria Björkman och handlar om Mukasongas mamma Stefania. Den rosades av Expressens kulturredaktör Anna Hellgren 2022 som skrev att "Med ”Barfotakvinnan” lyckas inte bara Scholastique Mukasonga upprätta ett bestående minne i världen över sin mor, hon låter oss ana tyngden av den civilisation och det samhälle som folkmordet (i Rwanda) raderade för alltid".
År 2021 tilldelades Mukasonga Simone de Beauvoir-priset.